# Negru de Purcari
Negru de Purcari é um vinho tinto seco da Moldávia, produzido a partir das uvas Cabernet Sauvignon, Rara neagră e Saperavi. O vinho apresenta uma cor rubi escura saturada.

## Áreas de produção
O vinho é produzido em algumas vinícolas da Moldávia, principalmente na área de Purcari, distrito de Stefan Voda (zona vinícola do sudeste); é conhecido localmente como o "vinho da Rainha da Inglaterra", pois a Rainha Elizabeth II encomendava regularmente o vinho de 1990.